# Der Himmel über Meran
Der Himmel über Meran ist ein Band aus sechs Erzählungen von Joseph Zoderer und wurde 2005 veröffentlicht. Dabei handeln die Geschichten vom Gehen, oft auch vom Dahin-Gehen. Die kurzen, aber intensiven Geschichten ergreifen den Leser aus einem distanzierten Betrachtungswinkel.

## Inhalt

### Wir gingen
Der Autor beschreibt dort, wie seine Familie die Optionszeit erlebte, seinen Auszug nach Innsbruck und weiter nach Graz, und die verschiedenen Eindrücke des Autors. Der beschreibt, wie er als 4-Jähriger die schwierigen Zeiten erlebte  und lässt seine Erkenntnisse als Erwachsener, sowie die Eindrücke seines Bruders der damals etwas älter war, mit einfließen. Das Thema der Optionszeit, das er auch in anderen Büchern wie z. B. Das Glück beim Händewaschen erwähnt, zeigt die persönliche Wichtigkeit und Auswirkungen für den Autor. 
Die Auswanderung und deren zersetzende Wirkung auf die Südtiroler beschreibt er recht zutreffend durch seinen Hinweis im Buch, dass das Motto der Option „Deutsch bleiben oder Italiener werden“ gewesen war.

### Als Vater starb
In diesem Kapitel beschreibt Joseph Zoderer ergreifend wie der Ich-Erzähler im Krankenhaus die letzten Tage seines sterbenden Vaters erlebt. Während des Aufenthalts verliebt er sich in die Krankenschwester, aber der Tod seines Vaters trennt ihre Wege.

### Das Haus der Mutter
Beim Besuch seiner Mutter erlebt der Autor ihren geistigen und körperlichen Verfall mit, der schließlich später im Tod endet. 
Eindringlich wird beschrieben, wie die Mutter manchmal im Kegel einer Taschenlampe die Nachtruhe der Tochter mustert.  Sie ihrerseits aber versperrt ihr Zimmer und hat es auf kindlich, bedürftige Art in ein Versteck verwandelt. Die leichte geistige Abwesenheit beweist auch ihre Schwerhörigkeit, die das Gespräch beim Spaziergang mit ihr zu einem  Parallelgespräch werden lässt. Es endet mit dem Tod der Mutter, einem Telegramm der Schwester, die ihren Bruder auf das nun Eingetroffene hinweist, und seiner Bemerkung, dass er nun komme.

### Monika
Auch hier beschreibt der Autor auf leicht apathische Weise einen Verfall eines Menschen. Monika ist seit der Jugend drogensüchtig nach „Pillen“, aber auch nach „Spritzen“. Das erste Mal fällt dies auf, nachdem sie einem deutschen Urlauber folgt, wahrscheinlich weil sie durch ihn Zugang zu ihren Drogen bekommt. Während ihrer Krisen kommt sie manchmal zum Erzähler, um etwas Wein zu bekommen. Manchmal mit der Drohung und der Absicht sich umzubringen, nachdem sie wieder mehrere Pillen geschluckt hatte. Nachdem sie mehrere Male eingeliefert wurde, versucht sie es eines Tages mit einem Messer, lässt sich aber vom Erzähler beruhigen. Dieser steht ihr völlig unmoralisch und apathisch gegenüber, wenngleich er auch das Schicksal in ihr leicht bedauert. Bei einem weiteren Versuch gelingt ihr schließlich der Selbstmord, und der Erzähler erkennt völlig überraschend, dass die Dorfgemeinde stillschweigend um die Verstorbene trauert. Bis dahin schien es, als wäre im Dorf ihr Schicksal etwas gleichgültiges.

### Die Nähe ihrer Füße
Ein Mann trifft nach anderthalb Jahren seine Geliebte wieder, sie erkennen aber bald, dass sie sich geändert haben. Noch am Flughafen beginnen sie, die ungewohnte Distanz zwischen sich durch etwas Alkohol aufzulockern, um sich näher zu kommen. Seine Geliebte, die in der Stadt geblieben ist, hat sich inzwischen ein Milieu des Nachtlebens geschaffen, das ihm an ihr völlig unbekannt und fremd erscheint. In dieser "Es-gibt-nichts-zu-sagen" Stimmung erlebt er, wie sie in eine Lesbenbar geht, in der sie scheinbar alle kennen. Am folgenden Tag gehen sie an den Strand, an dem sie in alten Erinnerungen wühlen, die Stimmung und die Gefühle bleiben beiden aber abhanden. Vor ihrer endgültigen Trennung lieben sich beide ein letztes Mal, sie steigen in ein Taxi, und auf der Fahrt zu ihrer Arbeit kommt in ihm noch einmal dieselbe Stimmung wie vor der langen Trennung auf. Gelöst tritt er die Heimreise an.

### Der Himmel über Meran
Josef Zoderer beschreibt den Beginn seines Lebens durch den Himmel in Meran, den er nicht mehr in Erinnerung hat, und endet mit der Beschreibung des Himmels über seinem Heimatdorf Terenten. Vom Auszug aus Meran, ähnlich der ersten Geschichte "Wir gingen", bis zur Beschreibung der Entwicklung seines Heimatdorfes, des Tourismus und einigen Problemen der Südtiroler Gesellschaft, indem er einen typischen Spaziergang in der Gegend um sein Heimatdorf beschreibt. Er schweift dabei immer wieder ab und deutet mehrere Missstände der Welt an, manchmal metaphorisch, manchmal bedrückend klar und deutlich, wenn sie allzu offensichtlich erscheinen.

## Themen und Schreibstil
Zoderers Stil schreibt sich durch eine klare und einfache Satzstruktur einen direkten Zugang zum Leser. Er vermittelt in einfachen und intuitiven Wörtern seinen Inhalt. In mehreren der Geschichten ist er in der Lage, im Leser ein tiefes Gefühl von "Es ist so" hervorzurufen. Die Befriedigung wird eher durch das Bewusstwerden der Spannung und der Unterschiede erreicht. Die Erzählweise weist sich außerdem durch den Willen eines Intellektuellen aus, den oberflächlichen Erscheinungen des Lebens und der Menschen unmoralisch zu begegnen, sie zu schätzen und sie zu betrachten. Erst zu eindeutigen Themen nimmt er eine klare Stellung ein.